# Sporobolus farinosus
Sporobolus farinosus är en gräsart som beskrevs av Takahide Hosokawa. Sporobolus farinosus ingår i släktet droppgräs, och familjen gräs. Inga underarter finns listade i Catalogue of Life.